# Против Цельса

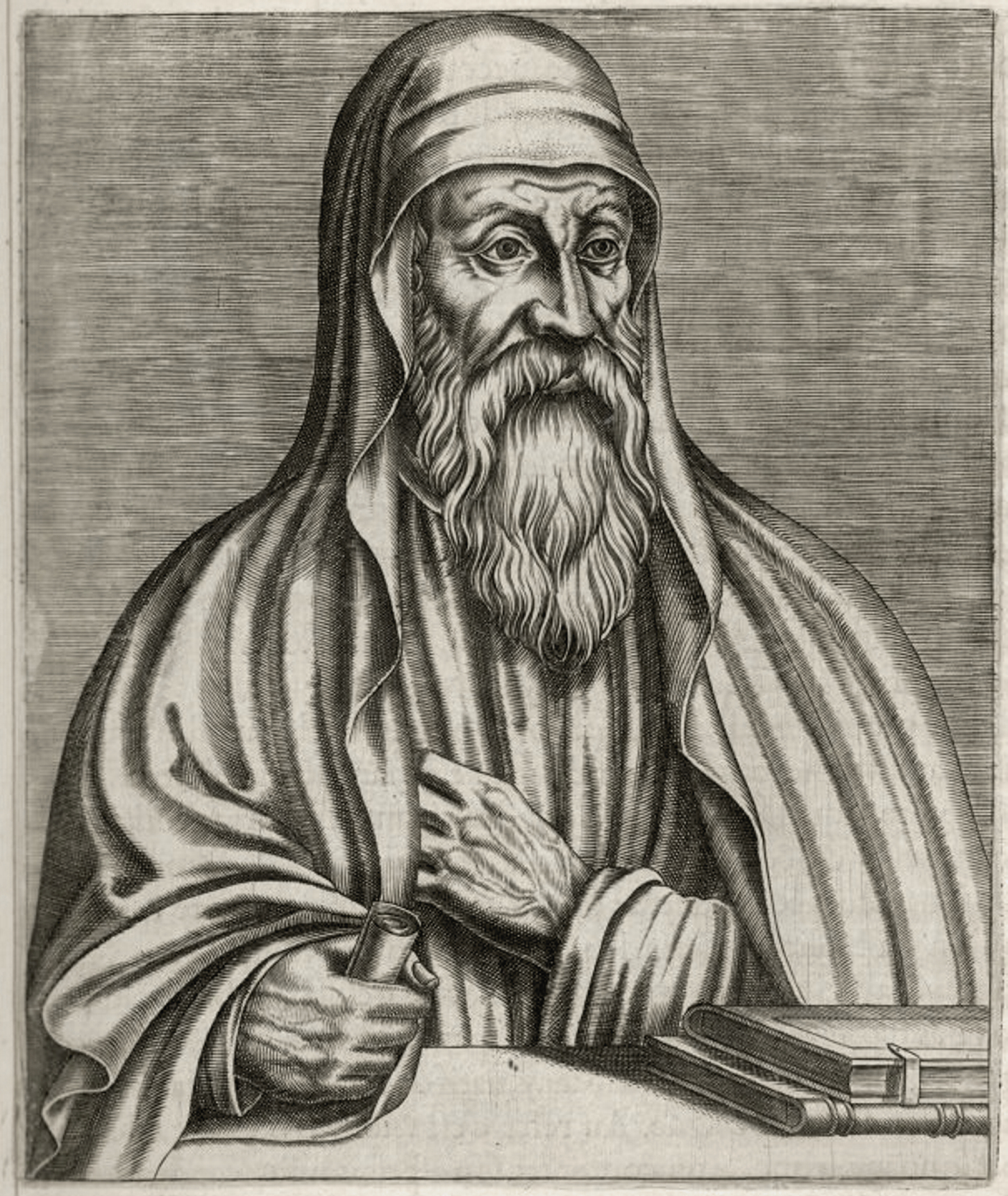
Портрет Оригена
Работа неизвестного художника XVI века
Гравюра на металле

Про́тив Це́льса (др.-греч. Κατά Kέλσον, лат. Contra Celsum) — восемь книг греческого христианского теолога, философа и ученого Оригена, написанных в 249 году в опровержение сочинения Цельса «Истинное (или правдивое) слово».
Трактат «Против Цельса» является одним из самых обширных сочинений в защиту христианства перед лицом языческих оппонентов-философов, а именно ученого Цельса, широко образованного писателя второй половины II века, римского философа-платоника, одного из самых известных античных критиков христианства в своём не сохранившемся до наших дней трактате «Истинное слово» (греч. «Λόγος άληθής»).
До современности дошли все восемь книг. На русский язык переведены только первые 5 книг (Кн. I—IV — Л. И. Писарев, 1912; Кн. V — А. Фокин, 2001).

## Содержание
Философ Ориген в своём труде выписывает по порядку все возражения Цельса против христианства и тут же их опровергает. Например, против мнения Цельса, в котором он утверждает, что воплощение Бога несообразно с Его неизменяемостью, а также неизменяемостью мира, Ориген возражает, что Бог, промышляя о мире и человеке, по своей Божественной воле устраивает жизнь мира и спасение человека, оставаясь сам неизменяемым.
Действительность воплощения Бога Слова Ориген доказывает ветхозаветными пророчествами, которые исполнились в Иисусе Христе.
Также Ориген ссылается на историю в доказательство того, что чудеса Иисуса Христа — не волхования и не баснословные вымыслы, как утверждал Цельс, а Его воскрешение — не обман.
В доказательство Божественности Лица Иисуса Христа, а также истинности Его воскресения Ориген приводит проповедь апостолов и распространение христианства, несмотря на все препятствия.